# عرفه، حماة
عرفه (به عربی: عرفه) یک روستا در سوریه است که در ناحیه حمرا واقع شده‌است. عرفه ۵۹۰ نفر جمعیت دارد.